# Italiaans voetbalelftal in 1982
Het Italiaans voetbalelftal speelde dertien officiële interlands in het jaar 1982, waaronder zeven duels tijdens het WK voetbal 1982 in Spanje. Onder leiding van Enzo Bearzot, bondscoach sinds 1975, behaalde de Squadra Azzurra de wereldtitel door in de finale West-Duitsland te verslaan.

## Balans
| Wedstrijden | Wedstrijden | Wedstrijden | Wedstrijden | Doelpunten | Doelpunten | Doelpunten | Punten |
| Gespeeld    | Winst       | Gelijk      | Verlies     | Voor       | Tegen      | Saldo      | Punten |
| ----------- | ----------- | ----------- | ----------- | ---------- | ---------- | ---------- | ------ |
| 13          | 4           | 6           | 3           | 15         | 13         | +2         | 1.077  |

## Statistieken
| Dino Zoff            | 1942-02-28 | Juventus       | 13 | 0 | 0 | 109 | 0 |
| Ivano Bordon         | 1951-04-13 | Internazionale | 0  | 3 | 0 |     |   |
| Verdediging          |            |                |    |   |   |     |   |
| Fulvio Collovati     | 1957-05-09 | Internazionale | 13 | 0 | 0 |     |   |
| Claudio Gentile      | 1953-09-27 | Juventus       | 12 | 0 | 0 |     |   |
| Gaetano Scirea       | 1953-05-25 | Juventus       | 12 | 0 | 0 |     |   |
| Antonio Cabrini      | 1957-10-08 | Juventus       | 10 | 0 | 2 | 40  | 4 |
| Giuseppe Bergomi     | 1963-12-22 | Internazionale | 3  | 3 | 0 | 6   | 0 |
| Franco Baresi        | 1960-05-08 | AC Milan       | 1  | 0 | 0 |     |   |
| Luciano Marangon     | 1956-10-21 | Hellas Verona  | 1  | 0 | 0 | 1   | 0 |
| Middenveld           |            |                |    |   |   |     |   |
| Marco Tardelli       | 1954-09-24 | Juventus       | 13 | 0 | 2 |     |   |
| Bruno Conti          | 1955-03-13 | AS Roma        | 12 | 0 | 1 | 22  | 3 |
| Giancarlo Antognoni  | 1954-04-01 | AC Fiorentina  | 11 | 0 | 0 |     |   |
| Gabriele Oriali      | 1952-11-25 | Internazionale | 7  | 1 | 0 |     |   |
| Giampiero Marini     | 1951-02-25 | Internazionale | 6  | 4 | 0 |     |   |
| Giuseppe Dossena     | 1958-05-02 | Torino         | 2  | 3 | 0 |     |   |
| Franco Causio        | 1949-02-01 | Udinese        | 1  | 4 | 0 |     |   |
| Aanval               |            |                |    |   |   |     |   |
| Francesco Graziani   | 1952-12-16 | AC Fiorentina  | 12 | 0 | 1 |     |   |
| Paolo Rossi          | 1956-09-23 | Juventus       | 11 | 0 | 6 |     |   |
| Alessandro Altobelli | 1955-11-28 | Internazionale | 1  | 5 | 2 | 14  | 4 |
| Daniele Massaro      | 1961-05-23 | AC Fiorentina  | 1  | 0 | 0 | 1   | 0 |
| Roberto Pruzzo       | 1955-04-01 | AS Roma        | 1  | 0 | 0 |     |   |